# Souillon (auteur)
Pour les articles homonymes, voir Souillon.
Œuvres principales
- Maliki
- Hello Fucktopia

Compléments
Ancien élève de l'école Gobelins.
Souillon, parfois Maliki, né le 8 février 1979 à Noyon, est un auteur de bande dessinée et écrivain français, principalement connu pour son webcomic Maliki.

## Biographie
Après le baccalauréat, Souillon s'est intéressé aux arts appliqués et passe trois ans en faculté d'arts plastiques, puis intègre par la suite l'école Gobelins section multimédia. Il travaille tout d'abord pour un portail web spécialisé dans les jeux vidéo en ligne du nom de GOA et commence en parallèle le web-comic Maliki. Aidé par deux amis dessinateurs, il entre chez Ankama et travaille comme character designer pour le jeu vidéo Dofus avant de passer sur la série d'animation Wakfu.
C'est en 2004 que Souillon imagine le personnage de Maliki et créé le premier strip du webcomic du même nom. Il y publie un strip par semaine. En 2007 est publié le premier tome de la série de bande dessinée Maliki, Broie la vie en rose aux Éditions Ankama.
Un seul livre est signé de son pseudonyme Souillon : Hello Fucktopia sorti en 2014 chez Ankama Éditions.
Pour publier en version papier les strips de Maliki, il se lance en 2017 dans l'auto-édition, expérience qu'il réitère en 2018 puis en 2020.
Souillon intègre à sa création, en septembre 2018, la Ligue des auteurs professionnels, organisation rassemblant de nombreux auteurs français pour défendre leur métier et améliorer leurs conditions de travail.
En 2022, il crée le studio de jeu vidéo Blue Banshee avec Étienne Jacquemain et Anthony Roux, dont le premier jeu, Maliki : Poison of the Past, sort en 2025. Pour ce jeu se déroulant dans l'univers de Maliki, Souillon assure la conception artistique et l'écriture de l'histoire.

## Publications

### Bandes dessinées

#### Sous le pseudonyme «Maliki»
- Maliki (8 tomes - 2007-2019), Ankama Éditions
- www.opalebd.com (album hommage, collectif - 2008)
- Art of Maliki (artbook - 2014), Ankama Éditions
- Maliki Blog (3 tomes - depuis 2016), auto-édition

#### Sous le pseudonyme «Souillon»
- Hello Fucktopia (2014), Ankama Éditions
- Goodbye Fucktopia (2015)

### Romans

#### Sous le pseudonyme «Maliki»
- Maliki, Bayard, 3 tomes :
  1. L'Autre fille dans le miroir, 2015, 256 p.
  2. L'Esprit empoisonné, 2016, 416 p.
  3. Des milliers de murmures, 2018, 530 p.
- Maliki Cycle 1er : Griffes et racines, 2022, 648 p.Intégrale des tomes 1 à 3

## Filmographie
- 2010 : Maliki (épisode pilote seulement, Rétro Gamins) : réalisation, scénario, story-board, animatique